# Jean Duvieusart
Jean Pierre Duvieusart (Les Bons Villers, 10 de abril de 1900-Charleroi, 10 de octubre de 1977) fue un político belga.

## Carrera
Doctor en derecho y licenciado en ciencias políticas y sociales en la Universidad Católica de Lovaina, ocupó un cargo en su comuna nativa y luego fue consejero provincial (1933-1936).
Se convirtió en miembro de la Cámara de Representantes en 1944, ocupando una banca hasta 1949, cuando se convirtió en miembro del Senado, ocupando una banca hasta 1965. Fue ministro de asuntos económicos en dos períodos (1947-1950 y 1952-1954).
En 1950 se desempeñó durante dos meses como el 36.° primer ministro de Bélgica. Fue bajo su gobierno que el rey Leopoldo III regresó a territorio belga desde su exilio en Suiza. Debido al clima político creado por la Cuestión Real, que ocasionó huelgas generales y manifestaciones violentas en la Región Valona, renunció al cargo tras la abdicación del rey.
Posteriormente fue miembro y presidente del Consejo de Ministros de la Comunidad Europea del Carbón y del Acero, de 1952 a 1953, y presidente del Parlamento Europeo entre 1964 y 1965.
Abandonó el Partido Social Cristiano en 1965 y en 1968 se convirtió en presidente de la federación conformada por el Mitin de Valonia y el frente democrático de los bruselenses francófonos (FDF). Ocupó el cargo hasta 1972.